# Oghma
Oghma è una divinità immaginaria appartenente all'ambientazione Forgotten Realms per il gioco di ruolo fantasy Dungeons & Dragons. È una divinità maggiore della conoscenza del pantheon faerûniano.
Il suo simbolo è costituito da una pergamena vuota.
La sua arma preferita è "Colpo Mortale", una spada lunga.
È il più potente fra gli dei della conoscenza. Oghma e i suoi servitori Deneir, Milil e Gond sono conosciuti insieme come gli "Dei della Conoscenza e dell'Invenzione".